# 神山彰
神山 彰（かみやま あきら、1950年（昭和25年） - ）は、日本の演劇研究者。明治大学名誉教授。

## 人物・来歴
東京都生まれ。1969年、東京都立三田高等学校卒業。1973年、明治大学文学部文学科卒業、1977年、同大学院文学研究科修士課程修了。1978年、国立劇場芸能部制作室勤務。1996年、明治大学文学部助教授、2001年教授。2021年定年退職、名誉教授。
2007年『近代演劇の来歴 歌舞伎の「一身二生」』で日本演劇学会河竹賞受賞。

## 著書
- 『近代演劇の来歴 歌舞伎の「一身二生」』森話社・明治大学人文科学研究所叢書、2006年
- 『近代演劇の水脈 歌舞伎と新劇の間』森話社、2009年
- 『近代演劇の脈拍──その受容と心性』森話社、2021年

### 共編著
- 『映画のなかの古典芸能』児玉竜一共編 森話社 日本映画史叢書、2010年
- 『最新歌舞伎大事典』富澤慶秀、藤田洋監修 丸茂祐佳、児玉竜一と編集委員 柏書房、2012年
- 『忘れられた演劇』(近代日本演劇の記憶と文化 1) 編. 森話社, 2014
- 『交差する歌舞伎と新劇』(近代日本演劇の記憶と文化 4)編. 森話社, 2016
- 『演劇のジャポニスム』(近代日本演劇の記憶と文化 5)編. 森話社, 2017
- 『興行とパトロン』(近代日本演劇の記憶と文化 7) 編. 森話社, 2018.12
- 『演劇とメディアの20世紀』(近代日本演劇の記憶と文化 8) 森話社 2020

### 校注
- 「島鵆月白波」「風船乗評判高閣」『河竹黙阿弥集』(新日本古典文学大系 明治編 岩波書店, 2001